# جائزة أنديرا غاندي

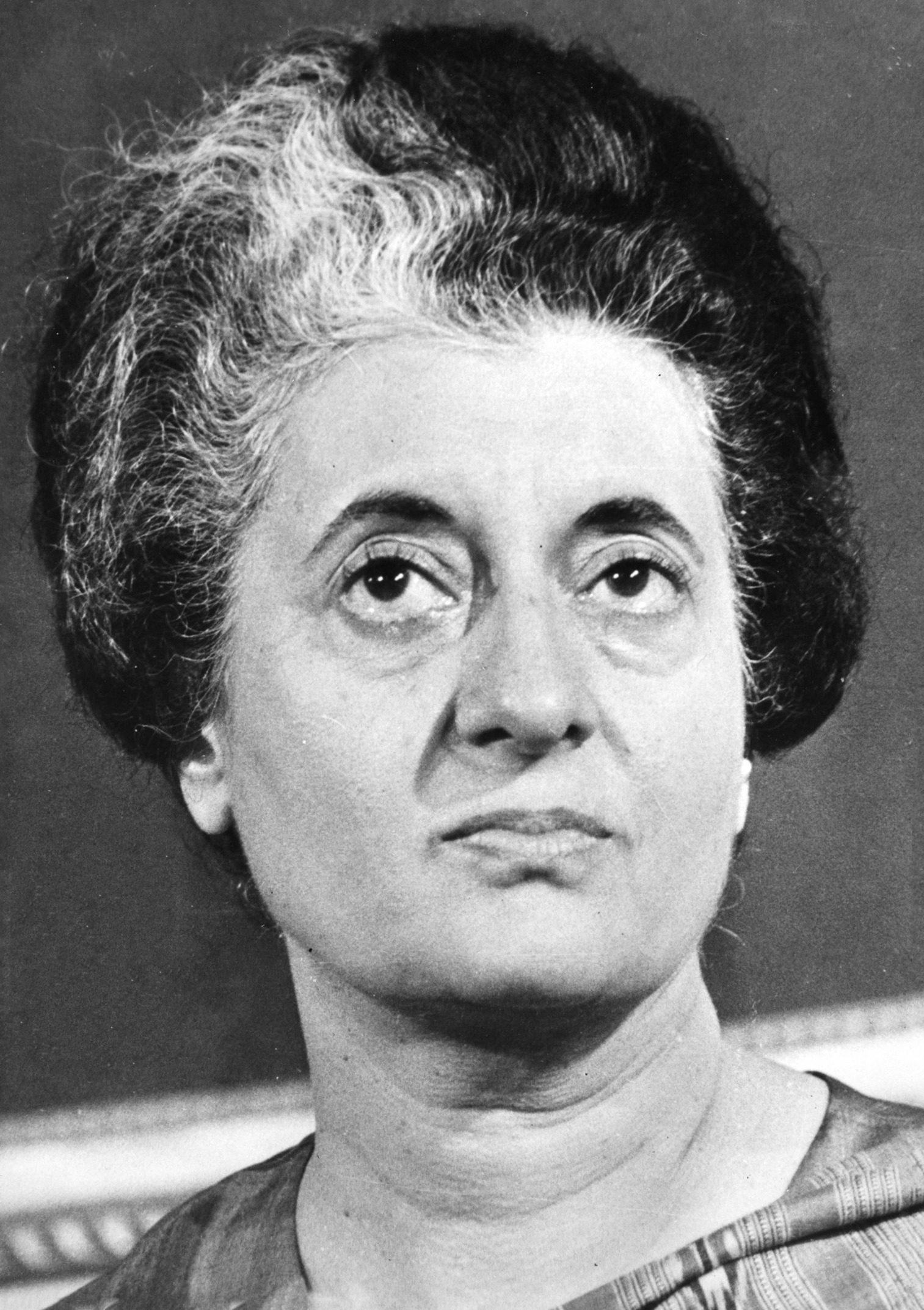
أنديرا غاندي.

جائزة إنديرا غاندي هي جائزة عالمية للسلام تأسست عام 1986 وسميت باسم أنديرا غاندي تقديراً لجهودها في السلام وتمنحها الهند سنوياً للأفراد أو للمنظمات اعترافاً منها لهم بالجهود الجبارة الهادفة إلى تعزيز السلم الدولي والتنمية والنظام الاقتصادي الدولي الجديد؛ وكفالة استخدام الاكتشافات العلمية من أجل المصلحة الأكبر للبشرية، وتوسيع نطاق الحرية. والجائزة نقدية قيمتها 2.5 مليون روبية هندية.

## الفائزون بالجائزة
| السنة | الفائز                                                           | الصورة | تاريخ الولادة أو الوفاة أو التأسيس | الدولة أو المنظمة  | التفاصيل                                                                             |
| ----- | ---------------------------------------------------------------- | ------ | ---------------------------------- | ------------------ | ------------------------------------------------------------------------------------ |
| 1986  | البرلمانيون من أجل العمل العالمي                                 |        | 1978                               |                    | المنظمة الدولية للبرلمانيين                                                          |
| 1987  | ميخائيل غورباتشوف                                                |        | 1931                               | الاتحاد السوفيتي   | زعيم الإتحاد السوفيتي سابقا                                                          |
| 1988  | غرو هارلم برونتلاند                                              |        | 1939                               | النرويج            | رئيس وزراء النرويج السابق                                                            |
| 1989  | يونيسف                                                           |        | تأسست عام 1946                     | الأمم المتحدة      | منظمة الأمم المتحدة للطفولة                                                          |
| 1990  | سام نوجوما                                                       |        | 1929                               | ناميبيا            | أول رئيس لناميبيا                                                                    |
| 1991  | راجيف غاندي                                                      |        | 1944 – 1991                        | الهند              | السابق رئيس وزراء الهند (بعد وفاته)                                                  |
| 1992  | سابورو أوكيتا                                                    |        | 1914 - 1993                        | اليابان            | إقتصادي ياباني                                                                       |
| 1993  | فاتسلاف هافيل                                                    |        | 1936 – 2011                        | جمهورية التشيك     | رئيس الجمهورية التشيكية الأول                                                        |
| 1994  | تريفور هودلستون                                                  |        | 1913 - 1998                        | المملكة المتحدة    | مكافحة نشاط أبارتايد                                                                 |
| 1995  | أولوسيجون أوباسانجو                                              |        | 1937                               | نيجيريا            | رئيس نيجيريا الثاني عشر                                                              |
| 1996  | أطباء بلا حدود                                                   |        | تأسست عام 1971                     | فرنسا              | منظمة تطوعية                                                                         |
| 1997  | جيمي كارتر                                                       |        | 1924                               | الولايات المتحدة   | رئيس الولايات المتحدة التاسع والثلاثون                                               |
| 1998  | محمد يونس                                                        |        | 1940                               | بنغلاديش           | مؤسس بنك غرامين                                                                      |
| 1999  | مانكومبو سامباسيفان سواميناثان                                   |        | 1925                               | الهند              | عالم زراعي الهندي                                                                    |
| 2000  | ماري روبنسون                                                     |        | 1944                               | أيرلندا            | رئيس أيرلندا السابع                                                                  |
| 2001  | ساداكو أوكاتا                                                    |        | 1927                               | اليابان            | المفوضية العليا للأمم المتحدة لشؤون اللاجئين السابق                                  |
| 2002  | شريداث رامفال                                                    |        | 1928                               | غيانا              | الأمين العام للكومنولث الثاني                                                        |
| 2003  | كوفي أنان                                                        |        | 1938                               | غانا               | أمين عام الأمم المتحدة السابع                                                        |
| 2004  | ماها تشاكرى سيريندهورن                                           |        | 1955                               | تايلاند            | أميرة تايلاند                                                                        |
| 2005  | حامد كرزاي                                                       |        | 1957                               | أفغانستان          | رئيس أفغانستان الثاني عشر                                                            |
| 2006  | وانجاري ماثاي                                                    |        | 1940 - 2011                        | كينيا              | ناشط بيئي وسياسي                                                                     |
| 2007  | مؤسسة بيل ومليندا غيتس                                           |        | التأسيس 1994                       | الولايات المتحدة   | مؤسسة خيرية                                                                          |
| 2008  | محمد البرادعي                                                    |        | 1942                               | مصر                | المدير العام الرابع للوكالة الدولية للطاقة الذرية                                    |
| 2009  | شيخة حسينة واجد                                                  |        | 1947                               | بنغلاديش           | رئيس وزراء بنغلاديش                                                                  |
| 2010  | لويس إيناسيو لولا دا سيلفا                                       |        | 1945                               | البرازيل           | رئيس البرازيل السابق                                                                 |
| 2011  | إيلا بهات                                                        |        | 1933                               | الهند              | مؤسس الرابطة النسائية للتوظيف الذاتي                                                 |
| 2012  | إلين جونسون سيرليف                                               |        | 1938                               | ليبيريا            | رئيس ليبيريا                                                                         |
| 2013  | أنغيلا ميركل                                                     |        | 1954                               | ألمانيا            | مستشار ألمانيا                                                                       |
| 2014  | منظمة البحوث الفضائية الهندية                                    |        | تأسست عام 1969                     | الهند              | وكالة الفضاء الهندية                                                                 |
| 2015  | المفوضية العليا للأمم المتحدة لشؤون اللاجئين                     |        | تأسست عام 1950                     | الأمم المتحدة      | مفوض الأمم المتحدة السامي لشؤون اللاجئين                                             |
| 2017  | مانموهان سينغ                                                    |        | b. 1932                            | الهند              | رئيس وزراء الهند السابق ووزير المالية الهندي ‏ وGovernor of the Reserve Bank of India |
| 2018  | Centre for Science and Environment                               |        | تأسست عام 1980                     | الهند              | منظمة غير ربحية للأبحاث والدعوة للمصلحة العامة، مقرها نيودلهي، الهند.                |
| 2019  | ديفيد أتينبارا                                                   |        | 1926                               | المملكة المتحدة    | مذيع إنجليزي ومؤرخ طبيعي مشهور                                                       |
| 2021  | براثام                                                           |        | تأسست 1995                         | الهند              | براثام هي منظمة تعليمية مبتكرة غير ربحية أنشئت لتحسين جودة التعليم ومقرها الهند.     |
| 2022  | الجمعية الطبية الهندية وجمعية الممرضات المدربات في الهند (مشترك) |        |                                    | الهند              | الجائزة لكل طبيب وممرضة ومسعف وعامل ضحوا بأنفسهم خلال جائحة فيروس كورونا             |
| 2023  | علي أبو عواد ودانييل بارينبويم (مشترك)                           |        |                                    | فلسطين و الأرجنتين | علي ناشط سلام بارز ودانييل بارينبويم عازف بيانو كلاسيكي متميز                        |